# Општина Добрени (Њамц)
Добрени (рум. Dobreni) општина је у Румунији у округу Њамц.
Oпштина се налази на надморској висини од 415 m.